# Ila Ray Hadley
Ila Ray Hadley (ur. 18 września 1942 w Renton, zm. 15 lutego 1961 w Berg) – amerykańska łyżwiarka figurowa startująca w parach tanecznych, a następnie w parach sportowych z bratem Rayem Hadleyem Jr. Uczestniczka igrzysk olimpijskich w Squaw Valley (1960), wicemistrzyni Stanów Zjednoczonych (1961).
Zginęła śmiercią tragiczną w wieku 18 lat, w katastrofie lotu Sabena 548 w drodze na mistrzostwa świata 1961 do Pragi razem z macochą Lindą Hadley i bratem Rayem Hadleyem Jr..

## Życiorys
Była córką Bette i Raya Hadley. Miała młodszego brata Ray Hadley Jr. Ich rodzice poznali się w Eugene dzięki wrotkarstwu i nauczyli swoje dzieci zarówno jazdy na wrotkach jak i jazdy na łyżwach. W 1951 r. ich rodzice rozwiedli się, zaś opiekę nad dziećmi otrzymał ojciec z którym przenieśli się do Seattle. W 1954 r. ich ojciec poślubił Lindę Hart, która została trenerką Ily Ray i Raya Jr. rywalizujących równolegle w konkurencji par tanecznych i par sportowych.
W 1960 r. zostali wicemistrzami Stanów Zjednoczonych juniorów w parach tanecznych i brązowymi medalistami mistrzostw seniorów w parach sportowych. Na igrzyskach olimpijskich 1960 w Squaw Valley zajęli 11. miejsce, zaś na mistrzostwach świata 1960 12. lokatę w parach sportowych. Rok później powtórzyli sukces w parach tanecznych i zostali wicemistrzami zawodów krajowych w parach sportowych.
Rodzeństwo Hadley miało problemy finansowe, które niemal nie przekreśliły planów startu na mistrzostwach Ameryki Północnej w Filadelfii oraz na mistrzostwach świata w Pradze. Podróż rodziny Hadley zarówno do Filadelfii, jak i Pragi była sfinansowała przez zbiórkę pieniędzy lokalnego klubu Seattle SC.

### Śmierć i upamiętnienie
15 lutego 1961 wszyscy pasażerowie tj. 18-osobowa reprezentacja Stanów Zjednoczonych w łyżwiarstwie figurowym, a także trenerzy, rodzice i sędziowie zginęli w katastrofie lotu Sabena 548 w drodze na mistrzostwa świata 1961 do Pragi. Samolot rozbił się w Berg, niedaleko Brukseli. Katastrofa miała miejsce we wsi Berg pod Brukselą. Wśród 73 ofiar była 18-letnia Ila Ray, jej 17-letni brat Ray Jr. oraz ich macocha, a zarazem trenerka Linda Hadley (z domu Hart). Przyczyna katastrofy pozostała nieznana. Rodzeństwo Hadley zostało pochowane w Eugene, w mieście w którym poznali się ich rodzice.
W 50. rocznicę katastrofy Ila Ray, jej brat Ray i inni polegli, zostali uhonorowani w U.S. Figure Skating Hall of Fame Class of 2011.
17 lutego 2011 amerykańska federacja U.S. Figure Skating wydała film dokumentalny Rise 1961 przedstawiający odrodzenie amerykańskiej reprezentacji łyżwiarskiej po śmierci łyżwiarskiej elity kraju.

## Osiągnięcia
Z Rayem Hadley Jr.

### Pary sportowe
| Zawody                           | 1957           | 1958           | 1959           | 1960           | 1961           |                |                |                |                |                |                |                |                |                |                |                |                |
| Międzynarodowe                   | Międzynarodowe | Międzynarodowe | Międzynarodowe | Międzynarodowe | Międzynarodowe | Międzynarodowe | Międzynarodowe | Międzynarodowe | Międzynarodowe | Międzynarodowe | Międzynarodowe | Międzynarodowe | Międzynarodowe | Międzynarodowe | Międzynarodowe | Międzynarodowe | Międzynarodowe |
| -------------------------------- | -------------- | -------------- | -------------- | -------------- | -------------- | -------------- | -------------- | -------------- | -------------- | -------------- | -------------- | -------------- | -------------- | -------------- | -------------- | -------------- | -------------- |
| Igrzyska olimpijskie             |                |                |                | 11             |                |                |                |                |                |                |                |                |                |                |                |                |                |
| Mistrzostwa świata               |                |                |                | 12             |                |                |                |                |                |                |                |                |                |                |                |                |                |
| Mistrzostwa Ameryki Północnej    |                |                |                |                | 4              |                |                |                |                |                |                |                |                |                |                |                |                |
| Krajowe                          |                |                |                |                |                |                |                |                |                |                |                |                |                |                |                |                |                |
| Mistrzostwa Stanów Zjednoczonych | 1 J            | 4              | 4              | 3              | 2              |                |                |                |                |                |                |                |                |                |                |                |                |

### Pary taneczne
| Mistrzostwa Stanów Zjednoczonych | 2 J | 2 J |

## Nagrody i odznaczenia
- Amerykańska Galeria Sławy Łyżwiarstwa Figurowego – 2011[9][7]